# Hylomyscus carillus
Hylomyscus carillus — вид гризунів родини мишевих (Muridae). Зустрічається тільки в Анголі. Його природне середовище проживання — субтропічні або тропічні сухі ліси.

## Морфологічна характеристика
Це дрібний гризун з довжиною голови й тулуба від 92 до 111 мм, довжиною хвоста від 126 до 146 мм, довжиною лап від 17 до 20 мм і довжиною вух від 14 до 17 мм. Шерсть коротка, м'яка, шерстиста. Верхня частина тіла варіює від коричнево-коричневого до жовтувато-коричневого, з темно-сірими основами волосся, тоді як низ білуватий, з темно-сірими основами волосся. Лапи з білими пальцями. Хвіст довший за голову й тулуб, зверху коричневий, знизу світліший, покритий 17 кільцями лусочок на сантиметр і з невеликим чубчиком на кінці.

## Поведінка
Це деревний і нічний вид.